# Marais de Mousterlin
Marais de Mousterlin este o arie protejată (sit de importanță comunitară — SCI) din Franța întinsă pe o suprafață de 479 ha, din care 62 % marine.

## Localizare
Centrul sitului Marais de Mousterlin este situat la coordonatele 47°51′08″N 4°01′01″W / 47.85222°N 4.01694°V.

## Înființare
Situl Marais de Mousterlin a fost declarat arie specială de conservare în baza directivei 92/43 din 1992 referitoare la conservarea habitatelor naturale și a faunei și florei sălbatice pentru a proteja 1 specie de plante și 1 specie de animale.

## Biodiversitate
Situată în ecoregiunea atlantică, aria protejată conține 15 habitate naturale: Vegetație anuală la limita mareei, Salicornia și alte specii anuale care populează regiunile mlăștinoase și nisipoase, Pășuni atlantice udate de apa mării (Glauco-Puccinellietalia maritimae), Recifuri, Dune mobile de-a lungul țărmului cu Ammophila arenaria („dune albe”), Pajiști cu Molinia pe soluri calcaroase, turboase sau argilos-nămoloase (Molinion caeruleae), Terase mlăștinoase și terase nisipoase neacoperite de apă la reflux, Pășuni mediteraneene udate de apa mării (Juncetalia maritimi), Tufărișuri halofile mediteraneene și termo-atlantice (Sarcocornetea fruticosi), Dune de coastă fixe cu vegetație erbacee („dune gri”), Liziere de ierburi înalte hidrofile de câmpie și de nivel montan până la alpin, Lagune de coastă, Pajiștile Spartina (Spartinion maritimae), Faleze cu vegetație de pe coastele atlantice și baltice, Dune mobile cu vegetație embrionară.
La baza desemnării sitului se află mai multe specii protejate:
- plante (1): Rumex rupestris
- nevertebrate (1): Coenagrion mercuriale

Pe lângă speciile protejate, pe teritoriul sitului au mai fost identificate 7 specii de plante, 1 specie de păsări, 3 specii de amfibieni, 2 specii de reptile.